# Herlinde
Sainte Herlinde (en néerlandais Harlindis), née vers 695 à Maaseik et décédée en 745 (ou 753) à l'Abbaye d'Aldeneik, près de Maaseik, était une sainte abbesse franque. Elle était sœur de sainte Relinde. 
Herlinde et Relinde sont les filles du noble franc Adélard, qui les envoie au monastère des moniales bénédictines de Valenciennes pour leur éducation. En 730 les parents des deux sœurs fondent une abbaye bénédictine à Aldeneik pour leurs filles. Herlinde en est consacrée première abbesse par saint Willibrord, évêque d’Utrecht, et le reste jusqu’à sa mort (753?). Sa sœur Relinde est alors nommée par saint Boniface de Mayence (administrateur du diocèse d’Utrecht) pour lui succéder. 
Dans l’iconographie traditionnelle les deux sœurs sont généralement représentées ensemble, parfois entourées de quelques moniales, tenant en main le bâton d’abbesse ou un modèle du monastère en miniature. 
Liturgiquement les deux sœurs, sainte Herlinde et sainte Relinde, sont commémorées le 12 octobre (ou le 13 février à Liège). La fête est régionale et ne fait pas partie du calendrier universel de l’Église.